# Euro Beach Soccer League 2018
L'Euro Beach Soccer League 2018 è la 21ª edizione di questo torneo.
In questa edizione sono 27 le nazionali a sfidarsi, 12 delle quali (Portogallo, Russia, Italia, Svizzera, Spagna, Ucraina, Polonia, Bielorussia, Francia, Azerbaigian, Germania e Turchia) per il titolo.
Il campionato fungeva anche da qualificazione ai Giochi europei del 2019; le prime sei squadre della finale più le vincitrici della promozione si sono qualificate assieme ai padroni di casa della Bielorussia.
Il titolo, nella finale svoltasi ad Alghero (Italia) è andato all'Italia, vincitrice sulla Spagna. L'Italia ha ottenuto così il suo secondo successo nel torneo dopo quello del 2005.

## Calendario
Il programma è stato annunciato il 23 marzo.
Per la prima volta, l'Azerbaigian e la Bielorussia hanno ospitato uno stage della EBSL. È stata anche la prima volta dalla stagione 2013 che nessuna nazione nella Divisione B ha ospitato uno stage, è la seconda volta che questo accade da quando le divisioni sono state introdotte nel 2002.
| Fase                | Data          | Paese                  | Città      | Stage             | Divisione | Divisione |
| ------------------- | ------------- | ---------------------- | ---------- | ----------------- | --------- | --------- |
| Regular season      | 22–24 giugno  | Azerbaigian (bandiera) | Baku       | Stage 1           | A         |           |
| Regular season      | 6–8 luglio    | Portogallo (bandiera)  | Nazaré     | Stage 2           | A         | B         |
| Regular season      | 20–22 luglio  | Russia (bandiera)      | Mosca      | Stage 3           | A         | B         |
| Regular season      | 3–5 agosto    | Bielorussia (bandiera) | Minsk      | Stage 4           | A         |           |
| Regular season      | 24–26 agosto  | Germania (bandiera)    | Warnemünde | Stage 5           | A         | B         |
| Post-season/ Finali | 6–9 settembre | Italia (bandiera)      | Alghero    | Finali            | A         |           |
| Post-season/ Finali | 6–9 settembre | Italia (bandiera)      | Alghero    | Finali promozione |           | B         |

## Squadre partecipanti
Le seguenti squadre sono entrate in questa stagione, nelle seguenti divisioni (12 nella Divisione A, 15 nella Divisione B).
I numeri tra parentesi mostrano il ranking europeo di ogni squadra prima dell'inizio della stagione, su 36 nazioni.

### Divisione A
- Portogallo (1ª)
- Russia (2ª)
- Italia (3ª)
- Svizzera (4ª)
- Spagna (5ª)
- Ucraina (6ª)

- Polonia (7ª)
- Bielorussia (8ª)
- Francia (10ª)
- Azerbaigian (12ª)
- Germania (14ª)
- Turchia (15ª)

### Divisione B
- Ungheria (9ª)
- Inghilterra (11ª)
- Rep. Ceca (13ª)
- Grecia (16ª)
- Estonia (17ª)
- Romania (18ª)
- Moldavia (19ª)
- Norvegia (21ª)

- Serbia (22ª)
- Bulgaria (23ª)
- Kazakistan (24ª)
- Danimarca (25ª)
- Lituania (26ª)
- Andorra (27ª)
- Georgia (28ª)

## Stage 1
Tutte le partite si sono svolte presso la Baku Beach Arena, parte della piazza delle bandiere del parco giochi europeo di Sabail raion, con una capacità di 3.900 posti. Lo stadio in precedenza ospitava l'evento di beach soccer ai Giochi Europei del 2015.
Non ci sono stati incontri della Division B durante questa fase.

### Divisione A

#### Gruppo 1
| Pos | Team        | G | V | V+ | VP | P | GF | GS | GD | Pts |
| --- | ----------- | - | - | -- | -- | - | -- | -- | -- | --- |
| 1   | Portogallo  | 3 | 3 | 0  | 0  | 0 | 14 | 5  | +9 | 9   |
| 2   | Bielorussia | 3 | 2 | 0  | 0  | 1 | 9  | 6  | +3 | 6   |
| 3   | Azerbaigian | 3 | 1 | 0  | 0  | 2 | 5  | 11 | –6 | 3   |
| 4   | Francia     | 3 | 0 | 0  | 0  | 3 | 6  | 12 | –6 | 0   |

| Squadra 1   | Risultato      | Squadra 2   |
| ----------- | -------------- | ----------- |
| Portogallo  | 3-2 Report(ru) | Bielorussia |
| Azerbaigian | 4-1 Report(ru) | Francia     |
| Portogallo  | 5-3 Report(ru) | Francia     |
| Bielorussia | 4-1 Report(ru) | Azerbaigian |
| Bielorussia | 3-2 Report(ru) | Francia     |
| Portogallo  | 6-0 Report(ru) | Azerbaigian |

#### Gruppo 2
| Pos | Team     | G | V | V+ | VP | P | GF | GS | GD  | Pts |
| --- | -------- | - | - | -- | -- | - | -- | -- | --- | --- |
| 1   | Ucraina  | 3 | 2 | 0  | 1  | 0 | 11 | 9  | +2  | 7   |
| 2   | Svizzera | 3 | 2 | 0  | 0  | 1 | 21 | 8  | +13 | 6   |
| 3   | Italia   | 3 | 1 | 0  | 0  | 2 | 6  | 9  | –3  | 3   |
| 4   | Germania | 3 | 0 | 0  | 0  | 3 | 5  | 17 | –12 | 0   |

| Squadra 1 | Risultato                  | Squadra 2 |
| --------- | -------------------------- | --------- |
| Ucraina   | 5-4 Report(ru)             | Svizzera  |
| Italia    | 3-0 Report(ru)             | Germania  |
| Svizzera  | 10-2 Report(ru)            | Germania  |
| Ucraina   | 2-2 dts 4-3 dcr Report(ru) | Italia    |
| Ucraina   | 4-3 Report(ru)             | Germania  |
| Svizzera  | 7-1 Report(ru)             | Italia    |

### Premi Stage 1
I seguenti premi sono stati conferiti dopo la conclusione delle partite del giorno finale.
| Campione dello Stage |                          | Cannoniere | Cannoniere  | Miglior giocatore | Miglior portiere |
| -------------------- | ------------------------ | ---------- | ----------- | ----------------- | ---------------- |
| Portogallo           | Dejan Stanković Noël Ott | 6 goals    | Leo Martins | Elinton Andrade   |                  |

## Stage 2
Tutte le partite si sono disputate all'Estádio do Viveiro sulla Praia de Nazaré (spiaggia di Nazaré), in tandem con l'organizzazione della Coppa europea di beach soccer femminile del 2018.
Lo stadio era stato recentemente sottoposto a interventi di riqualificazione, aumentando la sua capacità da 1600 a 2200. Tuttavia, una parte dello stadio era ancora in attesa di ristrutturazione, il che significa che la nuova capacità non era ancora stata pienamente raggiunta.
Durante questo turno, la Bulgaria ha vinto un titolo di tappa per la prima volta (in entrambe le divisioni).

### Divisione A
| Pos | Team           | G | V | V+ | VP | P | GF | GS | GD | Pts |
| --- | -------------- | - | - | -- | -- | - | -- | -- | -- | --- |
| 1   | Spagna         | 3 | 1 | 1  | 1  | 0 | 15 | 10 | +5 | 6   |
| 2   | Ucraina        | 3 | 1 | 1  | 0  | 1 | 16 | 13 | +3 | 5   |
| 3   | Portogallo (H) | 3 | 1 | 0  | 0  | 2 | 12 | 12 | 0  | 3   |
| 4   | Turchia        | 3 | 0 | 0  | 0  | 3 | 7  | 15 | –8 | 0   |

| Squadra 1  | Risultato                  | Squadra 2  |
| ---------- | -------------------------- | ---------- |
| Portogallo | 5-3 Report(ru)             | Turchia    |
| Spagna     | 6-6 dts 3-2 dcr Report(ru) | Ucraina    |
| Spagna     | 4-0 Report(ru)             | Turchia    |
| Ucraina    | 4-3 Report(ru)             | Portogallo |
| Ucraina    | 6-4 Report(ru)             | Turchia    |
| Spagna     | 5-4 Report(ru)             | Portogallo |

### Divisione B

#### Gruppo 1
| Pos | Team      | G | V | V+ | VP | P | GF | GS | GD  | Pts |
| --- | --------- | - | - | -- | -- | - | -- | -- | --- | --- |
| 1   | Bulgaria  | 3 | 3 | 0  | 0  | 0 | 21 | 7  | +14 | 9   |
| 2   | Norvegia  | 3 | 2 | 0  | 0  | 1 | 16 | 9  | +7  | 6   |
| 3   | Rep. Ceca | 3 | 1 | 0  | 0  | 2 | 14 | 11 | +3  | 3   |
| 4   | Andorra   | 3 | 0 | 0  | 0  | 3 | 2  | 26 | –24 | 0   |

| Squadra 1 | Risultato       | Squadra 2 |
| --------- | --------------- | --------- |
| Norvegia  | 5-3 Report(ru)  | Rep. Ceca |
| Bulgaria  | 10-1 Report(ru) | Andorra   |
| Norvegia  | 8-1 Report(ru)  | Andorra   |
| Bulgaria  | 6-3 Report(ru)  | Rep. Ceca |
| Rep. Ceca | 8-0 Report(ru)  | Andorra   |
| Bulgaria  | 5-3 Report(ru)  | Norvegia  |

#### Gruppo 2
| Pos | Team    | G | V | V+ | VP | P | GF | GS | GD | Pts |
| --- | ------- | - | - | -- | -- | - | -- | -- | -- | --- |
| 1   | Romania | 2 | 1 | 0  | 1  | 0 | 8  | 6  | +2 | 4   |
| 2   | Serbia  | 2 | 0 | 0  | 1  | 1 | 4  | 4  | 0  | 1   |
| 3   | Estonia | 2 | 0 | 0  | 0  | 2 | 2  | 4  | –2 | 0   |

| Squadra 1 | Risultato                    | Squadra 2 |
| --------- | ---------------------------- | --------- |
| Serbia    | 0-0 dts 11-10 dcr Report(ru) | Estonia   |
| Romania   | 4-4 dts 3-1 dcr Report(ru)   | Serbia    |
| Romania   | 4-2 Report(ru)               | Estonia   |

### Premi Stage 2
I seguenti premi sono stati conferiti dopo la conclusione delle partite del giorno finale.
| Campione dello Stage |                                                              | Cannoniere | Cannoniere | Miglior giocatore | Miglior portiere |
| -------------------- | ------------------------------------------------------------ | ---------- | ---------- | ----------------- | ---------------- |
| Spagna               | Antonio Mayor, Oleksandr Korniichuk, Chiky Ardil, Cem Keskin | 4 goals    | Be Martins | Vitalii Sydorenko |                  |

## Stage 3
Tutte le partite si sono svolte allo Yantar Beach Soccer Stadium nel distretto di Strogino, a Mosca, con una capacità di 2.500.
Questa è stata l'ottava volta che Mosca ha ospitato un evento EBSL, pareggiando Marsiglia come città per numero di eventi nella storia del campionato.
Durante questo turno, il Kazakistan ha vinto per la prima volta un titolo di stage EBSL (in entrambe le divisioni).

### Divisione A
| Pos | Team        | G | V | V+ | VP | P | GF | GS | GD | Pts |
| --- | ----------- | - | - | -- | -- | - | -- | -- | -- | --- |
| 1   | Russia      | 3 | 2 | 1  | 0  | 0 | 17 | 8  | +9 | 8   |
| 2   | Svizzera    | 3 | 1 | 0  | 0  | 2 | 13 | 11 | +2 | 3   |
| 3   | Azerbaigian | 3 | 1 | 0  | 0  | 2 | 14 | 20 | –6 | 3   |
| 4   | Polonia     | 3 | 1 | 0  | 0  | 2 | 15 | 20 | –5 | 3   |

| Squadra 1   | Risultato          | Squadra 2   |
| ----------- | ------------------ | ----------- |
| Polonia     | 6-5 Report(ru)     | Svizzera    |
| Russia      | 8-3 Report(ru)     | Azerbaigian |
| Svizzera    | 6-2 Report(ru)     | Azerbaigian |
| Russia      | 6-3 Report(ru)     | Polonia     |
| Azerbaigian | 9-6 Report(ru)     | Polonia     |
| Russia      | 3-2 dts Report(ru) | Svizzera    |

Svizzera, Azerbaigian e Polonia si classificano in base ai risultati dei tre testa a testa.

### Divisione B
| Pos | Team       | G | V | V+ | VP | P | GF | GS | GD | Pts |
| --- | ---------- | - | - | -- | -- | - | -- | -- | -- | --- |
| 1   | Kazakistan | 3 | 3 | 0  | 0  | 0 | 18 | 11 | +7 | 9   |
| 2   | Moldavia   | 3 | 1 | 1  | 0  | 1 | 15 | 12 | +3 | 5   |
| 3   | Grecia     | 3 | 1 | 0  | 0  | 2 | 10 | 12 | –2 | 3   |
| 4   | Lituania   | 3 | 0 | 0  | 0  | 3 | 9  | 17 | –8 | 0   |

| Squadra 1  | Risultato          | Squadra 2 |
| ---------- | ------------------ | --------- |
| Grecia     | 6-3 Report(ru)     | Lituania  |
| Kazakistan | 7-6 Report(ru)     | Moldavia  |
| Moldavia   | 4-1 Report(ru)     | Lituania  |
| Kazakistan | 4-0 Report(ru)     | Grecia    |
| Kazakistan | 7-5 Report(ru)     | Lituania  |
| Moldavia   | 5-4 dts Report(ru) | Grecia    |

### Premi stage 3
I seguenti premi sono stati conferiti dopo la conclusione delle partite del giorno finale.
| Campione dello Stage |          | Cannoniere | Cannoniere     | Miglior giocatore | Miglior portiere |
| -------------------- | -------- | ---------- | -------------- | ----------------- | ---------------- |
| Russia               | Noël Ott | 7 goals    | Dmitry Shishin | Maksim Chuzhkov   |                  |

## Stage 4
Tutte le partite si sono svolte al National Beach Soccer Stadium, parte del complesso sportivo olimpico nel distretto di Pyershamayski, a Minsk, con una capacità di 1.300.
La costruzione dello stadio è inizia l'8 giugno, commissionata appositamente per ospitare l'evento di beach soccer ai Giochi Europei del 2019; questa fase è stata organizzata a Minsk per servire come evento di prova per la nuova sede in vista delle prossime partite.
Non ci sono stati incontri della Divisione B durante questa fase; in virtù di ciò questa è stato il primo stage con solo quattro squadre dalla tappa di Mosca della stagione 2013.

### Divisione A
| Pos | Team        | G | V | V+ | VP | P | GF | GS | GD | Pts |
| --- | ----------- | - | - | -- | -- | - | -- | -- | -- | --- |
| 1   | Bielorussia | 3 | 1 | 2  | 0  | 0 | 20 | 13 | +7 | 7   |
| 2   | Italia      | 3 | 2 | 0  | 0  | 1 | 16 | 10 | +6 | 6   |
| 3   | Turchia     | 3 | 1 | 0  | 0  | 2 | 13 | 19 | –6 | 3   |
| 4   | Polonia     | 3 | 0 | 0  | 0  | 3 | 15 | 22 | –7 | 0   |

| Squadra 1   | Risultato          | Squadra 2 |
| ----------- | ------------------ | --------- |
| Italia      | 8-4 Report(ru)     | Polonia   |
| Bielorussia | 9-4 Report(ru)     | Turchia   |
| Italia      | 3-0 Report(ru)     | Turchia   |
| Bielorussia | 5-4 dts Report(ru) | Polonia   |
| Turchia     | 9-7 Report(ru)     | Polonia   |
| Bielorussia | 6-5 dts Report(ru) | Italia    |

### Premi stage 4
I seguenti premi sono stati conferiti dopo la conclusione delle partite del giorno finale.
| Campione dello Stage |             | Cannoniere | Cannoniere    | Miglior giocatore | Miglior portiere |
| -------------------- | ----------- | ---------- | ------------- | ----------------- | ---------------- |
| Bielorussia          | Ilia Savich | 7 goals    | Ihar Bryshtel | Simone Del Mestre |                  |

## Stage 5
Tutte le partite si sono svolte alla Sport & Beach Arena sulla spiaggia di Warnemünde, presso la DFB Beachsoccer Arena appositamente costruita, con una capacità di circa 1.500 posti.
La Georgia ha fatto il suo debutto in EBSL durante questa fase, la 34ª nazione diversa nel campionato.
L'Inghilterra ha conquistato la corona della Divisione B, il che significa che hanno vinto per la prima volta due titoli consecutivi.

### Divisione A
| Pos | Team     | G | V | V+ | VP | P | GF | GS | GD  | Pts |
| --- | -------- | - | - | -- | -- | - | -- | -- | --- | --- |
| 1   | Spagna   | 3 | 3 | 0  | 0  | 0 | 18 | 9  | +9  | 9   |
| 2   | Russia   | 3 | 2 | 0  | 0  | 1 | 12 | 7  | +5  | 6   |
| 3   | Francia  | 3 | 1 | 0  | 0  | 2 | 7  | 10 | –3  | 3   |
| 4   | Germania | 3 | 0 | 0  | 0  | 2 | 6  | 17 | –11 | 0   |

| Squadra 1 | Risultato      | Squadra 2 |
| --------- | -------------- | --------- |
| Spagna    | 6-2 Report(ru) | Russia    |
| Francia   | 4-1 Report(ru) | Germania  |
| Spagna    | 9-5 Report(ru) | Germania  |
| Russia    | 6-1 Report(ru) | Francia   |
| Spagna    | 3-2 Report(ru) | Francia   |
| Russia    | 4-0 Report(ru) | Germania  |

### Divisione B
| Pos | Team        | G | V | V+ | VP | P | GF | GS | GD  | Pts |
| --- | ----------- | - | - | -- | -- | - | -- | -- | --- | --- |
| 1   | Inghilterra | 3 | 3 | 0  | 0  | 0 | 20 | 7  | +13 | 9   |
| 2   | Ungheria    | 3 | 2 | 0  | 0  | 1 | 18 | 15 | +3  | 6   |
| 3   | Danimarca   | 3 | 1 | 0  | 0  | 2 | 10 | 16 | –6  | 3   |
| 4   | Georgia     | 3 | 0 | 0  | 0  | 3 | 8  | 18 | –10 | 0   |

| Squadra 1   | Risultato      | Squadra 2 |
| ----------- | -------------- | --------- |
| Inghilterra | 5-1 Report(ru) | Danimarca |
| Ungheria    | 5-4 Report(ru) | Georgia   |
| Inghilterra | 8-0 Report(ru) | Georgia   |
| Ungheria    | 7-4 Report(ru) | Danimarca |
| Danimarca   | 5-4 Report(ru) | Georgia   |
| Inghilterra | 7-6 Report(ru) | Ungheria  |

### Premi stage 5
I seguenti premi sono stati conferiti dopo la conclusione delle partite del giorno finale.
| Campione dello Stage |               | Cannoniere | Cannoniere    | Miglior giocatore | Miglior portiere |
| -------------------- | ------------- | ---------- | ------------- | ----------------- | ---------------- |
| Spagna               | Llorenç Gomez | 6 goals    | Antonio Mayor | Ivan Ostrovskii   |                  |

## Classifica generale
Alla fine della stagione regolare
Criteri di classifica e spareggio: Divisione A - 1. Punti guadagnati 2. Differenza reti 3. Gol segnati | Divisione B - 1. Collocazione di gruppo più alta 2. Punti guadagnati 3. Differenza reti 4. Gol segnati 5. Risultati contro il 4 ° posto

### Divisione A
| Pos | Team        | G | V | V+ | VP | P | GF | GS | GD  | Pts | Qualificazione       |
| --- | ----------- | - | - | -- | -- | - | -- | -- | --- | --- | -------------------- |
| 1   | Spagna      | 6 | 4 | 1  | 1  | 0 | 33 | 19 | +14 | 15  | Finale               |
| 2   | Russia      | 6 | 4 | 1  | 0  | 1 | 29 | 15 | +14 | 14  | Finale               |
| 3   | Bielorussia | 6 | 3 | 2  | 0  | 1 | 29 | 19 | +10 | 13  | Finale               |
| 4   | Portogallo  | 6 | 4 | 0  | 0  | 2 | 26 | 17 | +9  | 12  | Finale               |
| 5   | Ucraina     | 6 | 3 | 1  | 1  | 1 | 27 | 22 | +5  | 12  | Finale               |
| 6   | Svizzera    | 6 | 3 | 0  | 0  | 3 | 34 | 19 | +15 | 9   | Finale               |
| 7   | Italia      | 6 | 3 | 0  | 0  | 3 | 22 | 19 | +3  | 9   | Finale               |
| 8   | Azerbaigian | 6 | 2 | 0  | 0  | 4 | 19 | 31 | –12 | 6   | Finale               |
| 9   | Francia     | 6 | 1 | 0  | 0  | 5 | 13 | 22 | –9  | 3   |                      |
| 10  | Polonia     | 6 | 1 | 0  | 0  | 5 | 30 | 42 | –12 | 3   |                      |
| 11  | Turchia     | 6 | 1 | 0  | 0  | 5 | 20 | 34 | –14 | 3   |                      |
| 12  | Germania    | 6 | 0 | 0  | 0  | 6 | 11 | 34 | –23 | 0   | Spareggio promozione |

### Division B
| Pos | Team            | G | V | V+ | VP | P | GF | GS | GD  | Pts | Qualificazione    |
| --- | --------------- | - | - | -- | -- | - | -- | -- | --- | --- | ----------------- |
| 1   | Inghilterra (Q) | 2 | 2 | 0  | 0  | 0 | 12 | 7  | +5  | 6   | Finali promozione |
| 2   | Bulgaria (Q)    | 2 | 2 | 0  | 0  | 0 | 11 | 6  | +5  | 6   | Finali promozione |
| 3   | Kazakistan (Q)  | 2 | 2 | 0  | 0  | 0 | 11 | 6  | +5  | 6   | Finali promozione |
| 4   | Romania (Q)     | 2 | 1 | 0  | 1  | 0 | 8  | 6  | +2  | 4   | Finali promozione |
| 5   | Ungheria (q)    | 2 | 1 | 0  | 0  | 1 | 12 | 8  | +4  | 3   | Finali promozione |
| 6   | Norvegia (q)    | 2 | 1 | 0  | 0  | 1 | 8  | 8  | 0   | 3   | Finali promozione |
| 7   | Moldavia (q)    | 2 | 0 | 1  | 0  | 1 | 11 | 11 | 0   | 2   | Finali promozione |
| 8   | Serbia          | 2 | 0 | 0  | 1  | 1 | 4  | 4  | 0   | 1   |                   |
| 9   | Estonia         | 2 | 0 | 0  | 0  | 2 | 2  | 4  | –2  | 0   |                   |
| 10  | Rep. Ceca       | 2 | 0 | 0  | 0  | 2 | 6  | 11 | –5  | 0   |                   |
| 11  | Grecia          | 2 | 0 | 0  | 0  | 2 | 4  | 9  | –5  | 0   |                   |
| 12  | Danimarca       | 2 | 0 | 0  | 0  | 2 | 5  | 12 | –7  | 0   |                   |
| 13  | Lituania        | 3 | 0 | 0  | 0  | 3 | 9  | 17 | –8  | 0   |                   |
| 14  | Georgia         | 3 | 0 | 0  | 0  | 3 | 8  | 18 | –10 | 0   |                   |
| 15  | Andorra         | 3 | 0 | 0  | 0  | 3 | 2  | 26 | –24 | 0   |                   |

Nota: dal momento che un gruppo della Divisione B contava sole tre squadre, sono stati stralciati i risultati delle partite contro le quarte classificate.
(Q) - Qualificato alla finale promozione come vincitore di uno stage
(q) - Qualificato alla finale promozione come miglior secondo classificato di uno stage

## Finali promozione
Tutte le partite si sono svolte in uno stadio appositamente costruito sulla Spiaggia del Lido di San Giovanni, con una capacità di circa 1.500.
I vincitori della finale promozione hanno guadagnato un posto nella divisione A nella prossima stagione; si sono anche qualificati per i Giochi Europei del 2019.
^ (Si noti che due squadre non erano idonee a qualificarsi per i Giochi Europei: la Germania, come squadra che ha concluso 12 ° nella divisione A e il Kazakistan, che non sono membri dei Comitati Olimpici Europei)

### Squadre qualificate
- Inghilterra
- Bulgaria
- Kazakistan
- Romania
- Ungheria
- Norvegia
- Moldavia
- Germania

### Gruppo 1
| Pos | Team       | G | V | V+ | VP | P | GF | GS | GD  | Pts |
| --- | ---------- | - | - | -- | -- | - | -- | -- | --- | --- |
| 1   | Germania   | 3 | 3 | 0  | 0  | 0 | 16 | 4  | +12 | 9   |
| 2   | Kazakistan | 3 | 2 | 0  | 0  | 1 | 12 | 8  | +4  | 6   |
| 3   | Ungheria   | 3 | 1 | 0  | 0  | 2 | 9  | 15 | –6  | 3   |
| 4   | Moldavia   | 3 | 0 | 0  | 0  | 3 | 7  | 17 | –10 | 0   |

| Squadra 1  | Risultato      | Squadra 2  |
| ---------- | -------------- | ---------- |
| Kazakistan | 5-3 Report(ru) | Ungheria   |
| Germania   | 6-2 Report(ru) | Moldavia   |
| Kazakistan | 6-2 Report(ru) | Moldavia   |
| Germania   | 7-1 Report(ru) | Ungheria   |
| Ungheria   | 5-3 Report(ru) | Moldavia   |
| Germania   | 3-1 Report(ru) | Kazakistan |

### Gruppo 2
| Pos | Team        | G | V | V+ | VP | P | GF | GS | GD | Pts |
| --- | ----------- | - | - | -- | -- | - | -- | -- | -- | --- |
| 1   | Romania     | 3 | 2 | 0  | 0  | 1 | 15 | 7  | +8 | 6   |
| 2   | Bulgaria    | 3 | 1 | 0  | 1  | 1 | 10 | 14 | –4 | 4   |
| 3   | Inghilterra | 3 | 0 | 1  | 1  | 1 | 10 | 9  | +1 | 3   |
| 4   | Norvegia    | 3 | 0 | 0  | 0  | 3 | 9  | 14 | –5 | 0   |

| Squadra 1   | Risultato                  | Squadra 2   |
| ----------- | -------------------------- | ----------- |
| Romania     | 6-1 Report(ru)             | Bulgaria    |
| Inghilterra | 3-2 dts Report(ru)         | Norvegia    |
| Bulgaria    | 5-4 Report(ru)             | Norvegia    |
| Inghilterra | 3-3 dts 3-2 dcr Report(ru) | Romania     |
| Romania     | 6-3 Report(ru)             | Norvegia    |
| Bulgaria    | 4-4 dts 2-0 dcr Report(ru) | Inghilterra |

### Play-off

#### Finale 7º posto
| Squadra 1 | Risultato                  | Squadra 2 |
| --------- | -------------------------- | --------- |
| Norvegia  | 4-4 dts 3-1 dcr Report(ru) | Moldavia  |

#### Finale 5º posto
| Squadra 1 | Risultato      | Squadra 2   |
| --------- | -------------- | ----------- |
| Ungheria  | 4-2 Report(ru) | Inghilterra |

#### Finale 3º posto
| Squadra 1  | Risultato      | Squadra 2 |
| ---------- | -------------- | --------- |
| Kazakistan | 4-3 Report(ru) | Bulgaria  |

#### Finale
| Squadra 1 | Risultato                  | Squadra 2 |
| --------- | -------------------------- | --------- |
| Germania  | 4-4 dts 4-3 dcr Report(ru) | Romania   |

### Classifica
La Germania ha vinto l'evento e mantiene la Divisione A per la stagione EBSL 2019; questa è stata la seconda volta in dieci tentativi, da quando è stata introdotta la finale promozione, che la squadra ultima classificata della divisione A l'ha vinta preservando la propria appartenenza al livello superiore (l'altra è stata la Francia nel 2011). Di conseguenza, nessuna squadra della divisione B ha ottenuto la promozione nella massima divisione e nessuna squadra della divisione A è stata retrocessa quest'anno.
La Romania ha ottenuto l'unico posto di qualificazione ai Giochi europei 2019 disponibili nella finale promozione.
| Pos | Squadra     | Risultato            |
| --- | ----------- | -------------------- |
| 1   | Germania    | Resta in Divisione A |
| 2   | Romania     | Resta in Divisione B |
| 3   | Kazakistan  | Resta in Divisione B |
| 4   | Bulgaria    | Resta in Divisione B |
| 5   | Ungheria    | Resta in Divisione B |
| 6   | Inghilterra | Resta in Divisione B |
| 7   | Norvegia    | Resta in Divisione B |
| 8   | Moldavia    | Resta in Divisione B |

## Finali
Tutte le partite si sono svolte in uno stadio appositamente costruito sulla Spiaggia del Lido di San Giovanni, con una capacità di circa 1.500.
I vincitori della Superfinale sono stati incoronati campioni dell'EBSL 2018; anche i primi sei (esclusa la Bielorussia in quanto qualificata automaticamente come ospitante dei giochi) hanno ottenuto la qualificazione ai Giochi Europei del 2019.

### Squadre qualificate
- Spagna
- Russia
- Bielorussia
- Portogallo
- Ucraina
- Svizzera
- Italia
- Azerbaigian

### Gruppo 1
| Pos | Team        | G | V | V+ | VP | P | GF | GS | GD  | Pts |
| --- | ----------- | - | - | -- | -- | - | -- | -- | --- | --- |
| 1   | Spagna      | 3 | 3 | 0  | 0  | 0 | 13 | 10 | +3  | 9   |
| 2   | Portogallo  | 3 | 2 | 0  | 0  | 1 | 19 | 8  | +11 | 6   |
| 3   | Svizzera    | 3 | 1 | 0  | 0  | 2 | 15 | 16 | –1  | 3   |
| 4   | Azerbaigian | 3 | 0 | 0  | 0  | 3 | 9  | 22 | –13 | 0   |

| Squadra 1  | Risultato      | Squadra 2   |
| ---------- | -------------- | ----------- |
| Portogallo | 7-4 Report(ru) | Svizzera    |
| Spagna     | 5-4 Report(ru) | Azerbaigian |
| Portogallo | 9-0 Report(ru) | Azerbaigian |
| Spagna     | 4-3 Report(ru) | Svizzera    |
| Svizzera   | 8-5 Report(ru) | Azerbaigian |
| Spagna     | 4-3 Report(ru) | Portogallo  |

### Gruppo 2
| Pos | Team        | G | V | V+ | VP | P | GF | GS | GD | Pts |
| --- | ----------- | - | - | -- | -- | - | -- | -- | -- | --- |
| 1   | Italia      | 3 | 1 | 2  | 0  | 0 | 17 | 14 | +3 | 7   |
| 2   | Russia      | 3 | 2 | 0  | 0  | 1 | 13 | 7  | +6 | 6   |
| 3   | Bielorussia | 3 | 0 | 1  | 0  | 2 | 7  | 8  | –1 | 2   |
| 4   | Ucraina     | 3 | 0 | 0  | 0  | 3 | 6  | 14 | –8 | 0   |

| Squadra 1   | Risultato          | Squadra 2   |
| ----------- | ------------------ | ----------- |
| Russia      | 6-0 Report(ru)     | Ucraina     |
| Italia      | 5-4 Report(ru)     | Bielorussia |
| Bielorussia | 2-1 dts Report(ru) | Ucraina     |
| Italia      | 6-5 dts Report(ru) | Russia      |
| Russia      | 2-1 Report(ru)     | Bielorussia |
| Italia      | 6-5 dts Report(ru) | Ucraina     |

### Play-off

#### Finale 7º posto
| Squadra 1 | Risultato      | Squadra 2   |
| --------- | -------------- | ----------- |
| Ucraina   | 5-1 Report(ru) | Azerbaigian |

#### Finale 5º posto
| Squadra 1   | Risultato      | Squadra 2 |
| ----------- | -------------- | --------- |
| Bielorussia | 7-5 Report(ru) | Svizzera  |

#### Finale 3º posto
| Squadra 1  | Risultato                  | Squadra 2 |
| ---------- | -------------------------- | --------- |
| Portogallo | 4-4 dts 3-2 dcr Report(ru) | Russia    |

#### Finale
| Squadra 1 | Risultato                  | Squadra 2 |
| --------- | -------------------------- | --------- |
| Italia    | 2-2 dts 7-6 dcr Report(ru) | Spagna    |

### Premi finale
I premi sono relativi alla sola fase finale.
| Cannoniere        |
| ----------------- |
| Ihar Bryshtel     |
| 8 goals           |
| Miglior giocatore |
| Llorenç Gomez     |
| Miglior portiere  |
| Simone Del Mestre |

## Classifica finale
| Pos | Team        |
| --- | ----------- |
| 1   | Italia      |
| 2   | Spagna      |
| 3   | Portogallo  |
| 4   | Russia      |
| 5   | Bielorussia |
| 6   | Svizzera    |
| 7   | Ucraina     |
| 8   | Azerbaigian |